# Địa lý Hoa Kỳ
Hoa Kỳ là một quốc gia ở Tây Bán cầu. Hoa Kỳ gồm 50 tiểu bang tiếp giáp nhau trên lục địa Bắc Mỹ; Alaska, một bán đảo tạo thành phần cực tây bắc của Bắc Mỹ và đảo Hawaii, một quần đảo ở Thái Bình Dương. Quốc gia này cũng có nhiều lãnh thổ thuộc Mỹ ở Thái Bình Dương và vùng Caribbean. Hoa Kỳ có chung biên giới với Canada và México và một vùng nước giáp với Nga.

## Diện tích
Theo tổng diện tích bao gồm cả diện tích mặt nước, Hoa Kỳ hơi lớn hơn hoặc nhỏ hơn Cộng hòa Nhân dân Trung Hoa, khiến Hoa Kỳ là quốc gia có diện tích lớn thứ tư trên thế giới. Tuy nhiên vị trí này còn tùy thuộc vào việc hai vùng lãnh thổ do Ấn Độ tuyên bố chủ quyền nhưng do Trung Quốc quản lý và được tính vào diện tích của Trung Quốc. Cả Trung Quốc và Hoa Kỳ đều xếp sau Canada và Nga về tổng diện tích. Tính theo diện tích đất, Hoa Kỳ là quốc gia lớn thứ ba thế giới, sau Nga và Canada. Tính theo tổng diện tích, Hoa Kỳ:
- 3/10 kích thước châu Phi
- 1/2 kích thước Nam Mỹ
- 1/2 kích thước của Nga
- Gần như bằng Trung Quốc
- Hơi nhỉnh hơn Brasil
- Hơi hơn 1 và ¼ kích thước Úc
- 2 và ½ kích thước của Tây Âu
- Xấp xỉ hơn 14 lần kích thước Pháp
- Xấp xỉ 39 lần kích thước Anh Quốc